# Le Mariage de Rosa
Pour plus de détails, voir Fiche technique et Distribution.
Le Mariage de Rosa (La boda de Rosa) est un film espagnol réalisé par Icíar Bollaín, sorti en 2020.

## Synopsis
Rosa, costumière pour le cinéma, vit à Valence et va bientôt fêter ses 45 ans. Son employeuse exige d'elle de longues heures de travail, et sa famille, ses amis et ses voisins se reposent sans cesse sur elle en lui demandant de nombreux services. Lorsque son père décide brusquement de s'installer chez elle, Rosa craque et décide de changer de vie. 
Elle part s'installer à Benicàssim, projette de se mettre à son compte en reprenant l'ancienne boutique de couturière de sa mère, et se promet qu'elle ne fera dorénavant plus passer les souhaits des autres avant les siens. Elle veut donner à ces promesses une forme aussi solennelle qu'un mariage, en s'engageant devant ses proches, et décide donc qu'elle se mariera avec elle-même. 
Elle demande à sa famille proche de la rejoindre à Benicàssim pour son mariage, sans plus de précisions parce qu'elle préfère leur expliquer de vive voix. Son frère et son père, qui croient à un "vrai" mariage, commencent à organiser une cérémonie beaucoup plus imposante que ce qu'elle souhaitait, en invitant la famille éloignée, sans la prévenir et sans écouter ses protestations. 
Lorsque Rosa éberluée se retrouve à la mairie devant une cérémonie ne correspondant plus du tout à ce qu'elle avait imaginée, elle décide, après quelques instants de flottements, de convier tout le monde sur la plage où la cérémonie qu'elle avait souhaitée pourra finalement avoir lieu, avec juste une assistance plus fournie que ce qu'elle avait prévu.

## Fiche technique
- Titre original : La boda de Rosa
- Titre français : Le Mariage de Rosa
- Réalisation : Icíar Bollaín
- Scénario : Icíar Bollaín et Alicia Luna
- Direction artistique : Laia Colet
- Costumes : Giovanna Ribes
- Photographie : Sergi Gallardo et Beatriz Sastre
- Montage : Nacho Ruiz Capillas
- Musique : Vanessa Garde
- Pays d'origine :  Espagne
- Format : couleur — 35 mm — 2,35:1 — Dolby Digital
- Genre : comédie
- Durée : 97 minutes
- Dates de sortie :  
  - Espagne : 21 août 2020
  - France : 16 octobre 2020 (Festival international du film indépendant de Bordeaux), 21 juillet 2021 (en VOD)
  - Suisse romande : 7 juillet 2021

## Distribution
- Candela Peña : Rosa
- Sergi López : Armando
- Nathalie Poza : Violeta
- Ramón Barea : Antonio
- Paula Usero : Lidia
- Xavo Gimenez : Rafa
- Paloma Vidal : Marga
- Lucín Poveda : Lolín

## Distinctions

### Récompenses
- 8e cérémonie des prix Feroz : meilleure comédie[1]
- 35e cérémonie des Goyas : meilleure actrice dans un second rôle pour Nathalie Poza, meilleure chanson originale pour Rozalén[2]
- Prix Platino 2021 : meilleure actrice pour Candela Peña et meilleure actrice dans un second rôle pour Nathalie Poza[3]

### Nominations
- 35e cérémonie des Goyas : meilleur film, meilleur réalisateur, meilleure actrice pour Candela Peña, meilleur acteur dans un second rôle pour Sergi López, meilleur espoir féminin pour Paula Usero, meilleur scénario original